# Понятий
Поняті́ — сторонні особи, яких запрошують працівники органів досудового розслідування бути присутніми при проведенні обшуку, виїмки, огляду, пред'явленні осіб і предметів для впізнання, відтворенні обстановки і обставин події (слідчий експеримент), опису майна. Поняті засвідчують своїми підписами відповідність записів у протоколі слідчої дії виконаним діям.